# Ricardo Oliveira
Ricardo de Oliveira (* 6. Mai 1980 in São Paulo) ist ein brasilianischer ehemaliger Fußballspieler.

## Karriere

### Verein
Der Stürmer begann seine Karriere mit 14 Jahren in der Jugendmannschaft von Corinthians São Paulo. Im Jahr 2000 wechselte er zu Portuguesa São Paulo, wo er erstmals in der ersten Mannschaft zum Einsatz kam. Er blieb drei Jahre bei Portuguesa, ehe er für eine Saison zum FC Santos ging. Mit diesen spielte er bei der Copa Libertadores 2003, wo man das Finale gegen den argentinischen Vertreter Boca Juniors erreichte. Dieses wurde 0:2 und 1:3 verloren, so dass der Klub den Gewinn verpasste. Mit neun Treffer im Wettbewerb war Oliveira zusammen mit Boca-Angreifer Marcelo Delgado bester Torschütze.
Oliveira wurde im Sommer 2003 vom FC Valencia nach Spanien geholt. Mit dem Klub wurde er 2004 spanischer Meister sowie UEFA-Cup-Sieger und schoss in 21 Spielen acht Tore. Danach wurde er von Betis Sevilla verpflichtet. In der Saison 2004/05 erzielte er in 36 Spielen für Betis 22 Tore und steuerte auch einen Treffer zum 2:1-Sieg im Finale der Copa del Rey bei.
In seiner zweiten Saison bei Betis kam er aufgrund von Verletzungen, darunter ein Kreuzbandriss, nur zu 9 Einsätzen und wurde 2006 an den FC São Paulo verliehen, um sich in seiner Heimat zu erholen. Er spielte für São Paulo beim Copa Libertadores 2006, hatte aber nur einen Leihvertrag bis 10. August 2006 und musste danach zu Real Betis zurückkehren. Da das entscheidende Spiel um den Copa-Sieg aufgrund einer Terminänderung erst am 16. August stattfand, versuchte Oliveira einen Aufschub zu erreichen, aber die Spanier lehnten ab und er verpasste somit das bisher größte Spiel seiner Karriere.
Nach seiner Rückkehr zu Betis kam es zu einem Konflikt mit dem Klubpräsidenten Manuel Ruiz de Lopera. Die Streitigkeiten endeten am 31. August 2006, als Oliveira beim AC Mailand einen Fünf-Jahres-Vertrag unterschrieb und für eine Ablösesumme von 15 Millionen Euro nach Italien wechselte.
Zur Saison 2007/08 wurde Oliveira für ein Jahr an Real Saragossa ausgeliehen. Saragossa sicherte sich eine Kaufoption von zehn Millionen Euro, ursprünglich um Oliveira danach langfristig zu binden. Nach dem Abstieg im Jahr 2008 zog Saragossa zwar die Kaufoption, eine längere Bindung des Spielers an den Verein war aber kein realistisches Ziel. Vielmehr spekulierte Saragossa auf einen raschen Weiterverkauf Oliveiras für eine höhere Summe. Im Winter der Saison 2008/09, kurz vor Transferende, wechselte Oliveira zu Betis Sevilla, wo er bis 2013 unterschrieb.
Nach dem Abstieg von Betis Sevilla aus der ersten Liga wechselte Oliveira für geschätzte 15 Millionen Euro Ablöse aus Spanien in die Vereinigten Arabischen Emirate. Er unterschrieb dort einen Vertrag in Dubai bei Al-Jazira Club. Nach nur einem Jahr zog es Oliveira wieder in die brasilianische Heimat, wo er sich erneut dem FC São Paulo anschloss. Im Januar 2014 wechselte er zu Al-Wasl. Im selben Jahr noch ging er zurück nach Brasilien, wo er sich wieder dem FC Santos anschloss.
Nach Abschluss der Série A 2017 wechselte Olivera zu Atlético Mineiro nach Belo Horizonte, wo er einen Kontrakt bis Ende 2019 erhielt. Im September 2018 wurde sein Vertrag mit dem Klub vorzeitig bis Ende 2020 verlängert. Im Mai 2020 legte der Klub Olivera einen Vorschlag zur Vertragsaufhebung vor, welche unter den genannten Bedingungen nicht von ihm akzeptiert wurde. 2020 wechselte er zu Coritiba FC.

### Nationalmannschaft
Ricardo Oliveira war brasilianischer Nationalspieler. Seinen ersten offiziellen Einsatz in der Landesauswahl hatte der Stürmer am 8. Juli 2004 während der Copa America gegen Chile. Damals wechselte ihn Nationaltrainer Carlos Alberto Parreira in der 63. Minute für Adriano ein. Zuvor spielte er bereits am 25. Mai in einem inoffiziellen Spiel gegen die Auswahl Kataloniens, wo ihm beim 5:2-Erfolg ein Treffer gelang. Insgesamt absolvierte Oliveira 13 bzw. zwölf Spiele für das Nationalteam, außer bei der Copa América 2004 unter anderem auch beim Konföderationen-Pokal 2005 in Deutschland. Beide Wettbewerbe gewann Brasilien. Seinen Durchbruch in der Nationalmannschaft schaffte der Offensivspieler allerdings nie. Letztmals das Trikot der Seleção trug der Stürmer am 27. März 2007 im Freundschaftsspiel gegen Ghana, als er beim 1:0-Sieg in der Startformation stand. Danach wurde er für lange Zeit nicht mehr berücksichtigt. Ehe er von Trainer Carlos Dunga acht Jahre später, für die Wm Qualifikationsspiele im Oktober 2015 gegen Chile und Venezuela berufen wurde. Am 14. Oktober 2015 feierte Ricardo Oliveira sein Comeback im National-Dress, als er im Spiel gegen Venezuela in der Startelf stand und ein Tor zum 3:1-Sieg beisteuerte.

## Erfolge
Nationalmannschaft
- Copa América: 2004
- Konföderationen-Pokal: 2005

Verein
- UEFA Champions League: 2007
- UEFA-Pokal: 2004
- Spanischer Meister: 2004
- Spanischer Pokal: 2005
- Staatsmeisterschaft von São Paulo: 2015, 2016

Auszeichnungen
- Torschützenkönig der Copa Libertadores 2003
- Torschützenkönig der AFC Champions League 2012
- Torschützenkönig der brasilianischen Série A: 2015
- Torschützenkönig der Paulistão Série A1: 2015
- Prêmio Craque do Brasileirão: 2015 – Mannschaft des Jahres Série A
- Prêmio Arthur Friedenreich: 2015
- Auswahlmannschaft der Staatsmeisterschaft von Minas Gerais: 2019 mit Cruzeiro

## Trivia
- Ricardos Schwester, Maria de Lourdes Silva de Oliveira, war zwischen 2006 und 2007 für fünf Monate in Gefangenschaft von Kidnappern. Im März 2007 konnte sie von der brasilianischen Polizei befreit werden.[16] Sie befand sich bereits seit Oktober in der Hand der Kidnapper.[17]
- In der Copa Libertadores 2017 wurde am 20. April 2017 im Spiel zwischen dem Independiente Santa Fe und FC Santos eine Schweigeminute für Oliveira eingelegt. Dieser stand aber auf dem Platz und bekam die fehlerhafte Ehrung nicht mit.[18]